# Dzmitryj Asanaŭ
Dzmitryj Sjargeevič Asanaŭ (in bielorusso Дзмітрый Сяргеевіч Асанаў?; Maladzečna, 18 maggio 1996) è un pugile bielorusso.

## Palmarès

### Mondiali dilettanti
- 1 medaglia:
  - 1 bronzo (Doha 2015 nei pesi gallo)

### Giochi europei
- 1 medaglia:
  - 1 argento (Baku 2015 nei pesi gallo)